# Distretto di Kushk
Il distretto di Kushk è un distretto nella provincia di Herat, in Afghanistan. Confina a nord con il Turkmenistan, a ovest con il distretto di Gulran, a sud con i distretti di Zinda Jan, Injil e Karukh e a est con il distretto di Kushki Kuhna. Nel 2005 la popolazione era stimata in 91.700 abitanti. Il centro amministrativo del distretto è Kushk. La strada che collega Herat con Kushka (Turkmenistan) attraversa il distretto e si sviluppa lungo il corso del fiume Kushk.